# Куруп Шивашанкара
Куруп Шивашанкара (малаял. ജി. ശങ്കരക്കുറുപ്പ്, также Дж. Шанкара Куруп или Махакави Джи (дословно — «Великий поэт»), 3 июня 1901, д. Наяттоде, ныне штат Керала — 2 февраля 1978, Тривандрам) — индийский поэт, известный поэтическими произведениями на языке малаялам. Первый лауреат высшей индийской национальной литературной премии «Джнянпитх» (за стихотворный сборник «Бамбуковая флейта», 1950).

## Биография
Родился 3 июня 1901 года в семье Шанкары Варияра и Лакшмикутти Амма в деревне Наяттоде (ныне округ Эрнакулам, штат Керала).
Окончил Мадрасский университет, после чего несколько лет проработал учителем в школе. Член Литературной академии Индии (с 1954). До 1961 профессор языка малаялам. В том же году первым удостоен литературной премии «Джнянпитх». В 1963 году был награжден премией Академии Сангит Натак за сборник стихотворений «Вишвадаршанам» («Взгляд на вселенную»).
В 1968—1972 член верхней палаты Индийского парламента. Активный деятель Индо-Советского общества культурных связей.
Скончался 2 февраля 1978 года в Тривандраме.

## Творчество
Его раннее творчество — сборники стихов «Литературные досуги» (1923), «Подсолнух» (1933) и др. характеризуются влиянием «великого триумвирата» малаяльской поэзии и английских поэтов-романтиков.
В 1940-х годах под влиянием роста национально-освободительного движения обратился к гражданским темам, в его творчестве усиливается реалистичное начало: сборники «Открытие мира» (1960), «Дар» (1961).
Посвятил Великой Отечественной войне и победе СССР ряд стихотворений: «Победоносный» (1944), «Пощады нет» (1945) и др.
Тяготел к поэтическим приемам символизма. Переводил на язык малаялам стихи Хафиза, О. Хайяма, Р. Тагора, поэму «Облако-вестник» Калидасы, а также произведения Л. Н. Толстого.